# Caja Mágica
Die Caja Mágica (deutsch Zauberkiste) ist ein in der spanischen Hauptstadt Madrid, am Ufer des Manzanares, gelegener 17 Hektar großer Sportkomplex mit Hauptaugenmerk auf Tennis. Er ist derzeit Austragungsort des Madrid Masters, eines ATP-Tour-Masters-1000-Turniers der Herren und des WTA Madrid, eines gleichzeitig ausgetragenen Premier Mandatory Turniers der Frauen.
Am 7. November 2010 wurden hier die 17. MTV Europe Music Awards verliehen.
In der Saison 2010/11 trug die Basketballmannschaft von Real Madrid in der großen Halle ihre Spiele in der Liga und der EuroLeague aus. In der Saison 2011/12 diente sie nur noch für die Partien der EuroLeague als Spielort.
Im Januar 2013 war die Caja Mágica eine der Spielstätten der Handball-Weltmeisterschaft der Männer.

## Aufbau
Das Hauptgebäude der Anlage ist das Edificio Madrid Caja Mágica, eine Sporthalle die drei Stadien beherbergt. Der Center Court, mit einer Kapazität für 12.442 Zuschauer, trägt den Namen Estadio Manuel Santana. Der zweitgrößte Platz heißt Estadio Arantxa Sánchez Vicario und verfügt über 3194 Sitzplätze. Darüber hinaus steht noch ein drittes Stadion für 2730 Zuschauer zur Verfügung. Alle Courts haben eine bewegliche Überdachung, die bei Bedarf geschlossen werden kann. 
Ebenfalls Teil des Komplexes ist Tennis Indoor, ein längliches Gebäude mit 11 Tennisplätzen, sowie Tennis Garden, eine Freiluftanlage mit 16 Plätzen.
Bis 2025 ist die Eröffnung einer weiteren Arena geplant. Sie soll 10.000 Plätze bieten und 18 Mio. Euro kosten. Das Projekt wird von der Stadt Madrid und von der Madrid Trophy Promotion, die die Madrid Open organisieren, finanziert. Die Pläne wurden veröffentlicht, nachdem die Stadt Madrid im September 2021 einen langfristigen Vertrag über die Austragung der Madrid Open bis mindestens 2030 abgeschlossen hatte. Eine Bedingung des Vertrags war die Errichtung einer weiteren Spielstätte mit 8000 bis 10.000 Plätzen.

## Geografische Lage und Verkehrsanbindung
Die Caja Mágica liegt im Süden von Madrid, im Stadtteil San Fermín des Bezirks Usera. Die Anlage ist Teil des Uferparks Parque Lineal del Manzanares. Die Sportstätte kann mit der Metro Linie 3 (Station San Fermín-Orcasur) sowie mit den Buslinien 23, 78, 123 und T32 erreicht werden. Bei Veranstaltungen in der Caja Mágica wird zudem eine weitere Buslinie mit der Nummer 180 eingerichtet, welche die Halle mit der Station Legazpi verbindet.
Madrid liegt auf knapp 700 Metern Höhe, wodurch das ATP- und das WTA-Tennisturnier als schnellste Sandplatzturniere gelten. Das Spiel ist schneller, der Ball fliegt weiter und springt höher.